# Dingoo A320
Dingoo A320 je herní konzole od čínské společnosti Dingoo Digital Technology. Podobně jako konzole GP32, GP2X či Pandora se zaměřuje mimo jiné na emulaci starších konzolí či přehrávání hudby a videí. Konzole používá systém µC/OS-II, k dispozici je bezplatné SDK, vedle toho existují neoficiální verze firmwaru a port Linuxu (Dingux). V květnu 2010 byla na trh uvedena revidovaná verze Dingoo A330.

## Hardware
- CPU Ingenic JZ4732 @ 400 MHz MIPS (procesor běží standardně jen na 336 MHz, ale je možné ho přetaktovat až na 430 MHz)
- RAM 32 MB
- Vnitřní paměť: 4 GB
- Přídavný úložný prostor: MiniSD/SDHC (MicroSD/SDHC s adaptérem)
- Vstupy: D-Pad, 6 herních tlačítek, tlačítka Start & Select, mikrofon
- Výstupy: Stereo reproduktory, výstup na sluchátka & TV výstup
- Displej: 2,8" LCD, rozlišení 320×240, 16 miliónů barev
- Baterie: 3,7 V 1700 mAH (6.29 WH) Li-Ion, výdrž průměrně 7 hodin
- Přehrávání videa ve formátech RM, MP4, 3GP, AVI, ASF, MOV, FLV a MPEG
- Přehrávání audia ve formátech MP3, WMA, APE, FLAC a RA
- FM tuner
- Podpora nahrávání hlasu a rádia
- Rozměry: 125 × 55,5 × 14 mm
- Hmotnost: 110 g

## Funkce

### Emulátory

#### Oficiální
- GBA
- NES
- NeoGeo
- SNES
- CP System 1/2
- Sega Mega Drive/Genesis

#### Dodávané komunitou
- PlayStation 1 (PSX4ALL_Dingoo)

##### Domácí konzole a počítače
- GBC[2]
- MSX (openMSX Dingux)
- Neo Geo Pocket
- PC Engine (ve vývoji)
- Picodrive Megadrive/MegaCD (Dingux)
- Sega Master System and Sega Game Gear (ve vývoji)
- WonderSwan and WonderSwan Color (ve vývoji)
- Magnavox Odyssey 2
- ColecoVision

##### Arkádové hry
- Centipede a Millipede
- MAME
- Mikie (arkádová hra od Konami)
- Pac-man a Ms. Pac-man
- FinalBurn Alpha

### Audio a video

#### Audio
- Audio formáty: MP3, WMA, APE, FLAC, WAV, AC3
- Podpora stereo přehrávání
- Funkce EQ
- FM rádio
- Podpora nahrávání hlasu a rádia do formátů MP3 a WAV

#### Video
- Podporované kontejnery: RMVB, RM, AVI, WMV, FLV, MPEG, MP4, ASF, MOV
- Kodeky: WMV1, WMV3, WMV7, WMV8.1, WMV9, MP42, mp4v, DIV3, DiVX5, XViD, MJPG, MPEG1, MPEG2
- Rozlišení displeje je 320×240

### Čtečka textů
- Soubory TXT v anglickém a čínském jazyce
- Podpora převádění anglického textu do hlasového výstupu

### Ostatní
- Podpora formátu SWF (pouze Flash 6)
- Antivirové zabezpečení U-disk
- Komunikační rozhraní pomocí USB 2.0 s podporou systémů Windows 2000/XP/Vista/7 a Mac OS X